# Irmandades da Fala de Galiza e Portugal
As Irmandades da Fala da Galiza e Portugal (IFG-P) é uma associação impulsora do reintegracionismo junto com outras como a Associaçom Galega da Língua (AGAL), o Movimento Defesa da Língua (MDL) ou a Associação de Amizade Galiza Portugal (AAG-P).

## História
Foram criadas na Seca (Pontevedra) em 1982 e em Braga em 1991. Foi legalizada no Estado español o 20 de julho de 1983 e no português o 8 de agosto de 1991. Os seus primeiros presidentes foram José Luis Fontenla (Galiza) e Mª Rosa da Rocha Valente (Braga), contando ademais com os codirectores Antonio Gil Hernández (Galiza), Cristina Mello (Brasil) e J.L. Pires Laranjeira (PALOP). O seu objetivo é a defesa da Lusofonia e a promoção da língua portuguesa na Galiza, no Brasil, nos PALOP (País Africanos de Língua Oficial Portuguesa), Timor etc. Esta associação organiza congressos sobre literatura, língua e cultura dos povos lusófono.
Defende o Acordo Ortográfico de 1990 que unifica as variantes galega, portuguesa e brasileira dentro do diasistema do português e promove o intercâmbio cultural e científico entre os países de língua portuguesa, tendo colaboradores nas principais universidades galegas, portuguesas, brasileiras ou africanas, assim como nas de São Petersburgo, Nova Iorque, Utretch, Hamburgo ou Quioto.
Como as suas finalidades não são lucrativas, a associação recebe subsídio do ministério da educação e do Ministério de Assuntos Exteriores de España, do Instituto Camões e da Fundaçao Calouste Gulbenkian de Lisboa.

## Publicações
Baixo o nome de Irmandades da Fala da Galiza e Portugal edita as revistas de caráter técnico-científico Nós, Cadernos do Povo e Temas do Ensino de linguístico, Sociolinguística e Literatura, dirigida por José Luís Fontenla. À parte dos estudos linguístico e literário, estas revistas contêm a criação literária,poesia, narrativa, ensaio, teatro) de autores lusófonos mesmo versionada em hebreu, russo, japonés ou inglés.
Entre as suas publicações estão:
- Prontuário ortográfico da língua galego-portugués por Irmandades da Fala (1984).[3]
- Linguístico e sóciolinguístico galaicoportugués: reintegracionismo e conflito linguístico na Galiza (1985).[4]
- @Linguístico, sócio-linguístico e literatura galaico-luso-brasileira-africana de expressão portugués (1986).
- Revista @Nós: revista internacional galaico-portugués de cultura: revista da Lusofonia (1986).[5]
- Cadernos do Povo: revista internacional de lusofonia (1987)
- Poesia angolana de amor dos anos 80 breve antologia (1991)
- Atas do Congresso Internacional de Literaturas Lusófono em homenagem aos professores Rodrigues Chama, Celso Com uma e Carvalho Calero (1991).
- Coro dos poetas e prosadores de São Tomé e Príncipe: antologia (1992).
- Atas de II Congresso Internacional de Literaturas Lusófono Faculdade de ciência Económico, 23-25 setembro 1993 (1994).
- Ensaios garrettianos: Américo @António Lindeza Diogo, Sérgio Paulo @Guimarães de Sousa (2001).
- Fenomenologismos do par: Sidónio Barreto (2002)
- Auto da feira (2003)
- Tempo terra (antologia @poético) (2010)
- A ansiedade da influência (antologia @poético visual, etc.) (2010)
- Dez regras simples para a aplicaçao do acordo ortográfico (2016)
- O caso mental português (aplicado à Galiza) (2017).

## Membros
Alguns dos membros das IFG-P são: Carlos Durão, Ângelo Cristóvão, António Gil Hernández, José Martinho Montero Santalha (quem participou tambem na fundação das IFG-P) e José Luís Fontenla Rodrigues (fundador e primeiro presidente das IFG-P).

## Principais coautores
- Comissão Galega do Acordo Ortográfico da Língua Portuguesa.
- Círculo Republicanos Lusófonos
- União Nacional dos Escritores e Artistas de São Tomé e Príncipe.
- Fundação Europeia Viqueira Instituto Internacional da Lusofonia.
- Congresso Internacional: A língua portuguesa no mundo, terceira língua de comunicação internacional, 200 milhões de lusófonos.
- Congresso Internacional sobre a Língua Portuguesa no Mundo.
- Comissão para a Integração da Língua da Galiza no Acordo Ortográfico Luso-Brasileiro.
- Barreto, Sidónio.

## Principais editores
- Círculo Republicanos Lusófonos.
- Irmandades da Fala da Galiza e Portugal.[6]
- Fundação Europeia Viqueira- Inst. Internacional da Lusofonia.
- Comissão para Integração da Língua da Galiza no Acordo Ortográfico Luso-Brasileiro.
- O ensino.
- Facultade de ciência económica da Universidade de Santiago de Compostela.
- Campus de Gualtar-Complexo pedagógico da Universidade do Minho.